# Stanisław Nowicki (major)
Stanisław Nowicki ps. „Feliks”, „Felek”, „Maciej” (ur. 12 grudnia 1913 w Radzyniu Podlaskim, zm. 26 sierpnia 1944 w Warszawie) – architekt, major Armii Ludowej (AL), kierownik propagandy w dowództwie GL i AL.

## Życiorys
Po ukończeniu szkoły średniej w Lublinie w 1931 rozpoczął studia na Wydziale Architektury Politechniki Warszawskiej. W latach 1934–1938 działał w OMS „Życie” i przez pewien czas w Stowarzyszeniu Architektów RP. 1936/1937 ukończył podchorążówkę saperów w Modlinie i odbył trzymiesięczną służbę wojskową. Po powstaniu w 1937 Klubu Demokratycznego w Warszawie brał udział w dyskusjach młodych architektów o poglądach lewicowych.
W czerwcu 1938 ukończył studia, uzyskując tytuł inżyniera architekta. Następnie pracował krótko w miejskim biurze projektowym w Łodzi, a na początku 1939 w Warszawie w Biurze Regulacji Miasta, które skupiło wielu lewicowych architektów. W lipcu 1939 został powołany do wojska. Służył w batalionie saperów Warszawskiej Brygady Pancerno-Motorowej nr 2, dowodzonej przez płk. Stefana Roweckiego. We wrześniu 1939 przeszedł szlak bojowy tej brygady. Pod Włodzimierzem Wołyńskim dostał się do niewoli niemieckiej, skąd uciekł. W połowie października 1939 powrócił do Warszawy i ponownie podjął pracę w Biurze Regulacji Miasta.
Jednocześnie rozpoczął nawiązywanie kontaktów z byłymi „życiowcami”. Jego mieszkanie przy ul. Kieleckiej 52 stało się ośrodkiem organizującej się w 1940 grupy wydającej „Biuletyn Radiowy”; odtąd całą tzw. Grupę Akademicką zaczęto nazywać „biuletynowcami”. Z inicjatywy byłych „życiowców” w sierpniu 1941 utworzony został Związek Walki Wyzwoleńczej (ZWW), którego organem, obok pisma „Zwyciężymy” został „Biuletyn Radiowy”, redagowany przez Nowickiego.
Na początku 1942 wstąpił do PPR. „Biuletyn Radiowy” stał się pismem Komitetu Warszawskiego PPR i do połowy sierpnia 1942 redagowany był przez Nowickiego. Po aresztowaniach, jakie nastąpiły latem 1942 w jego mieszkaniu (podczas przypadkowej nieobecności właściciela), ukrywał się pod nazwiskiem Stanisława Wolskiego. Zaczął pracować w Dowództwie Głównym Gwardii Ludowej (GL). Wkrótce został szefem Wydziału Propagandy Sztabu Głównego GL. Współredagował „Gwardzistę” (organ prasowy GL), a od grudnia 1942 do końca 1943 był jego redaktorem naczelnym. Redagował i pisywał artykuły do „Trybuny Wolności”, organu prasowego PPR. Propagował walkę czynną, zabierał głos w sprawie ustroju przyszłej Polski, polemizował z prasą Armii Krajowej.
25 września 1943 jako podchorąży WP za pracę organizacyjno-bojową został mianowany kapitanem GL. Po powstaniu Armii Ludowej w lutym 1944 został szefem Oddziału V Propagandy Sztabu Głównego AL. Nadzorował prasę AL: „Armię Ludową” i pisma instruktażowe „Uczmy się Walczyć”, „Oficer Propagandzista” i „Wiadomości Radiowe”; pisywał też do tych pism artykuły. 4 lutego 1944 został mianowany majorem AL.
Po wybuchu powstania warszawskiego był członkiem Obwodu AL na Starym Mieście. Należał do sztabu AL powstańczej Warszawy. Redagował wydawaną na starówce „Armię Ludową” i kierował działalnością propagandowo-wychowawczą w oddziałach powstańczych. Zginął podczas bombardowania kamienicy przy ulicy Freta 16 wraz z innymi członkami warszawskiego sztabu AL.

## Awanse
- podchorąży – 1937
- oficer Sztabu Głównego GL – 1942
- kapitan – 25 września 1943
- major – 5 lutego 1944
- pułkownik – 2 listopada 1944 (pośmiertnie)[1]

## Odznaczenia
- Order Krzyża Grunwaldu II klasy – 2 listopada 1944 (pośmiertnie)[1]